# Amyna spoliata
Amyna spoliata là một loài bướm đêm trong họ Noctuidae.